# NECキャピタルソリューション
NECキャピタルソリューション株式会社は、日本のリース・金融会社。東証プライム上場。発祥は日本電気（NEC）系の企業であったが、2024年10月以降はSBI新生銀行の持分法適用関連会社となっている。

## 概要
NECグループの金融会社として1978年に創業。メーカー系リース会社として事業を拡大し、2005年に東証2部、2006年に東証1部上場を果たす。
2008年、リース事業に限らない総合的ファイナンス会社を目指し、創業30周年を機に現商号に変更した。
2024年、同年10月頃を目処にSBIグループ傘下のSBI新生銀行がNEC並びに三井住友ファイナンス&リースが保有している株式を取得し、持分法適用会社化すると同時にSBI新生銀行並びに昭和リースとの間で業務提携を締結することを発表した。

## 沿革
- 1967年5月 - 日本サテライトテレコミュニケーションズ株式会社として設立。
- 1978年11月 - 日本電気リース株式会社（初代）に商号変更し、リース業に業態変更。
- 1998年10月 - 株式額面変更目的で休眠子会社だった日電海外エンジニアリング株式会社に吸収合併、日本電気リース株式会社（2代）に商号変更。
- 2002年2月 - エヌイーシーリース株式会社に商号変更。
- 2003年3月 - NEC及びその関係会社が保有する当社株式を住商リース及び三井住友銀リース（いずれも現・三井住友ファイナンス&リース）へ譲渡し、NEC、住商リース、三井住友銀リースの持分法適用会社となる[5]。
- 2004年6月 - NECリース株式会社に商号変更。
- 2005年2月 - 東京証券取引所2部上場。株式の売出しにより三井住友銀リースの持分法適用関連会社でなくなる[6][7]。
- 2006年3月 - 東京証券取引所1部上場。
- 2007年10月 - 子会社・NLアセットサービス株式会社（現・キャピテック＆リブートテクノロジーサービス）設立。
- 2008年
  - 4月 - 子会社・リブートテクノロジーサービス株式会社（現・キャピテック＆リブートテクノロジーサービス）設立。
  - 11月 - NECキャピタルソリューション株式会社に商号変更。
- 2010年12月 - 株式会社リサ・パートナーズを子会社化。
- 2012年4月 - NLアセットサービス株式会社をキャピテック株式会社に商号変更。
- 2013年11月 - 本社を港区港南へ移転。
- 2015年10月 - リブートテクノロジーサービスがキャピテックを吸収合併し、キャピテック＆リブートテクノロジーサービスに商号変更。
- 2024年10月 - SBI新生銀行がNEC並びに三井住友ファイナンス&リースが保有している株式を取得し、持分法適用会社化[2][3][4][8]。NEC及び三井住友ファイナンス&リースの持分法適用関連会社でなくなる。社名に「NEC」を残し、企業ウェブサイトにもNECロゴを掲載しているものの[9]、2025年1月時点でNECウェブサイトの「グループ会社情報」には掲載されなくなっている[10]。

## 関連会社
- 株式会社リサ・パートナーズ - 2010年12月に子会社化
- キャピテック＆リブートテクノロジーサービス株式会社 - 完全子会社。ICT関連機器の購入・再販売、サービス（回収・再生・リサイクル・セキュリティ等）に関連する業務。
- ヘルスケアアセットマネジメント株式会社 - 持分法適用関連会社。ヘルスケア&メディカル投資法人の資産運用会社